# Made in Cologne
Made in Cologne, Künstler aus Köln in der DuMont Kunsthalle war der Titel einer vom 10. September 1988 bis zum 16. November 1988 gezeigten, von Neven DuMont lancierten Kunstausstellung. Konzeption und Durchführung der Ausstellung übernahm Klaus Honnef in Zusammenarbeit mit Gabriele Honnef-Harling.
Zur Ausstellung erschien ein Katalog mit vier Seiten pro Künstler/-in mit jeweils zwei bis drei Abbildungsseiten für Kunstwerke, einer selbst ausgewählten Portraitphotographie sowie eine Seite für die Antworten auf einen Fragebogen. Das Muster für den Fragebogen stammt ursprünglich von Marcel Proust. Er wurde inzwischen wieder populär über den wöchentlichen Abdruck im Magazin der Frankfurter Allgemeinen Zeitung.

## Künstler der Ausstellung "Made in Cologne"
| - Hans-Peter Adamski - Anna und Bernhard Blume - Peter Bömmels - Michael Buthe - Walter Dahn - Jiří Georg Dokoupil - Isa Genzken - Georg Herold - Antonius Höckelmann | - Leiko Ikemura - Martin Kippenberger - Jürgen Klauke - Markus Lüpertz - Karl Marx - Rune Mields - Marcel Odenbach - Kirsten Ortwed | - C. O. Paeffgen - A. R. Penck - Sigmar Polke - Ulrike Rosenbach - Bernard Schultze - Andreas Schulze - Stefan Szczesny - Rosemarie Trockel |